# 塔伦茨
塔伦茨是奥地利蒂罗尔州伊姆斯特县的一个市镇。总面积74.64平方公里，总人口2568人，人口密度34.4人/平方公里（2005年）。